# Riesbach
Riesbach (zürichdeutsch Rieschbach) ist der am rechten Zürichseeufer liegende Stadtkreis der Stadt Zürich und bildet den heutigen Kreis 8. Administrativ wird Riesbach vom statistischen Amt seit 1971 in die drei Verwaltungseinheiten (Quartiere) Seefeld, Mühlebach und Weinegg geteilt.

## Wappen
Blasonierung
In Rot ein silbernes Rebmesser mit goldenem Griff

## Geschichte

Luftbild von Walter Mittelholzer (zwischen 1918 und 1937)

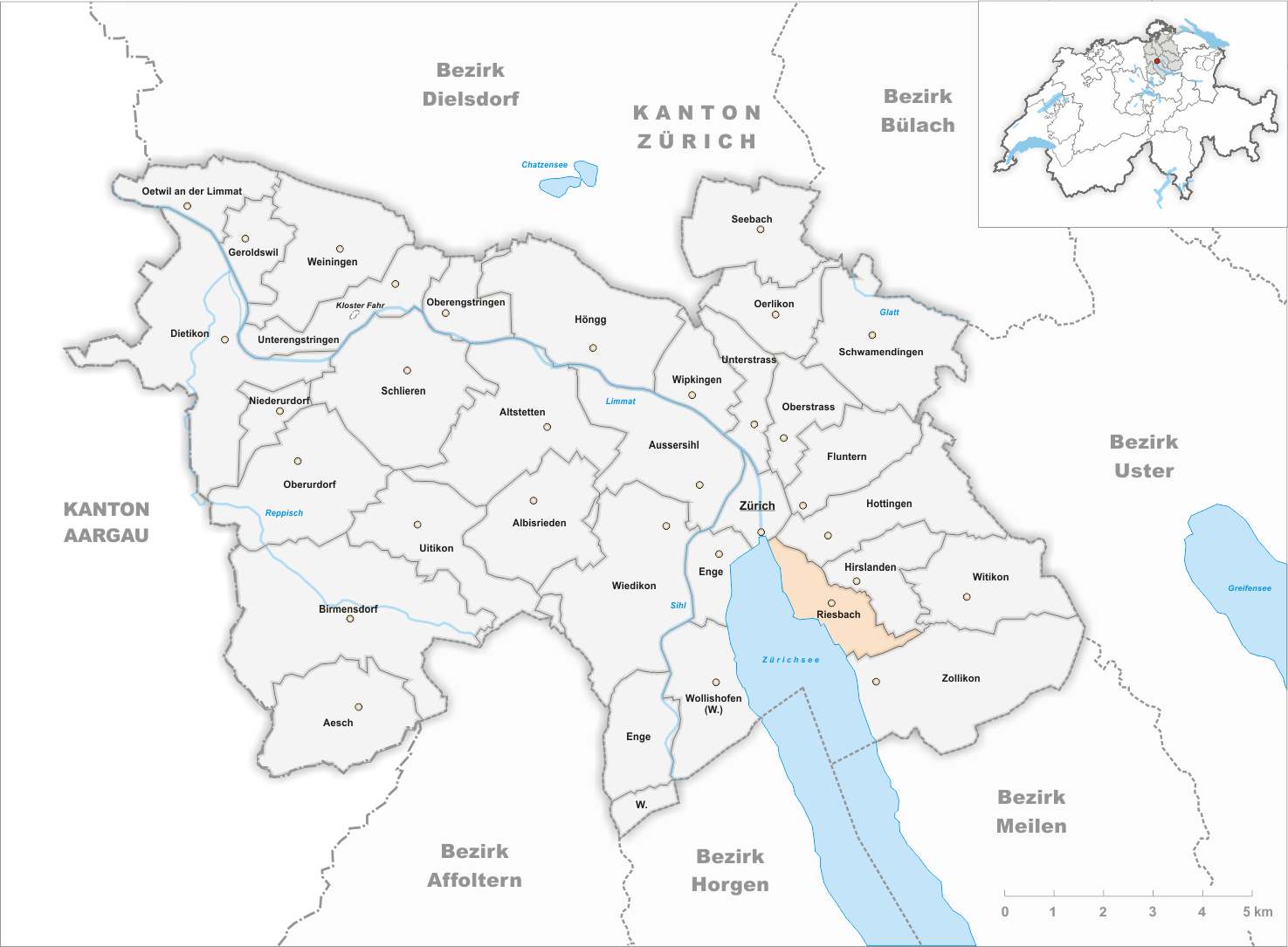
Gemeinde Riesbach innerhalb des Bezirks Zürich vor der Eingemeindung 1893

Die ehemals selbständige Gemeinde Riesbach wurde 1893 eingemeindet und bildete ursprünglich zusammen mit den ehemaligen Gemeinden Fluntern, Hottingen und Hirslanden den Stadtkreis V. Anlässlich der Revision der Stadtkreise von 1913 wurden der Stadtkreis III dreigeteilt und der Stadtkreis V zweigeteilt und in der Folge die Stadtkreise neu durchnummeriert. Der Kreis V wurde zu Kreis 7 umbenannt, während Riesbach in einen eigenen, neu geschaffenen Kreis 8 umgeteilt wurde.
Die zweite Eingemeindung von 1934 hatte auf Riesbach keinen Effekt, allerdings wurde bei einer weiteren Revision der Stadtkreise im Jahre 1971 unter anderem Riesbach vom Statistischen Amt der Stadt Zürich am Reissbrett in die drei Quartiere Seefeld, Mühlebach und Weinegg unterteilt, die ausschliesslich eine statistische Bedeutung haben.

## Sehenswürdigkeiten

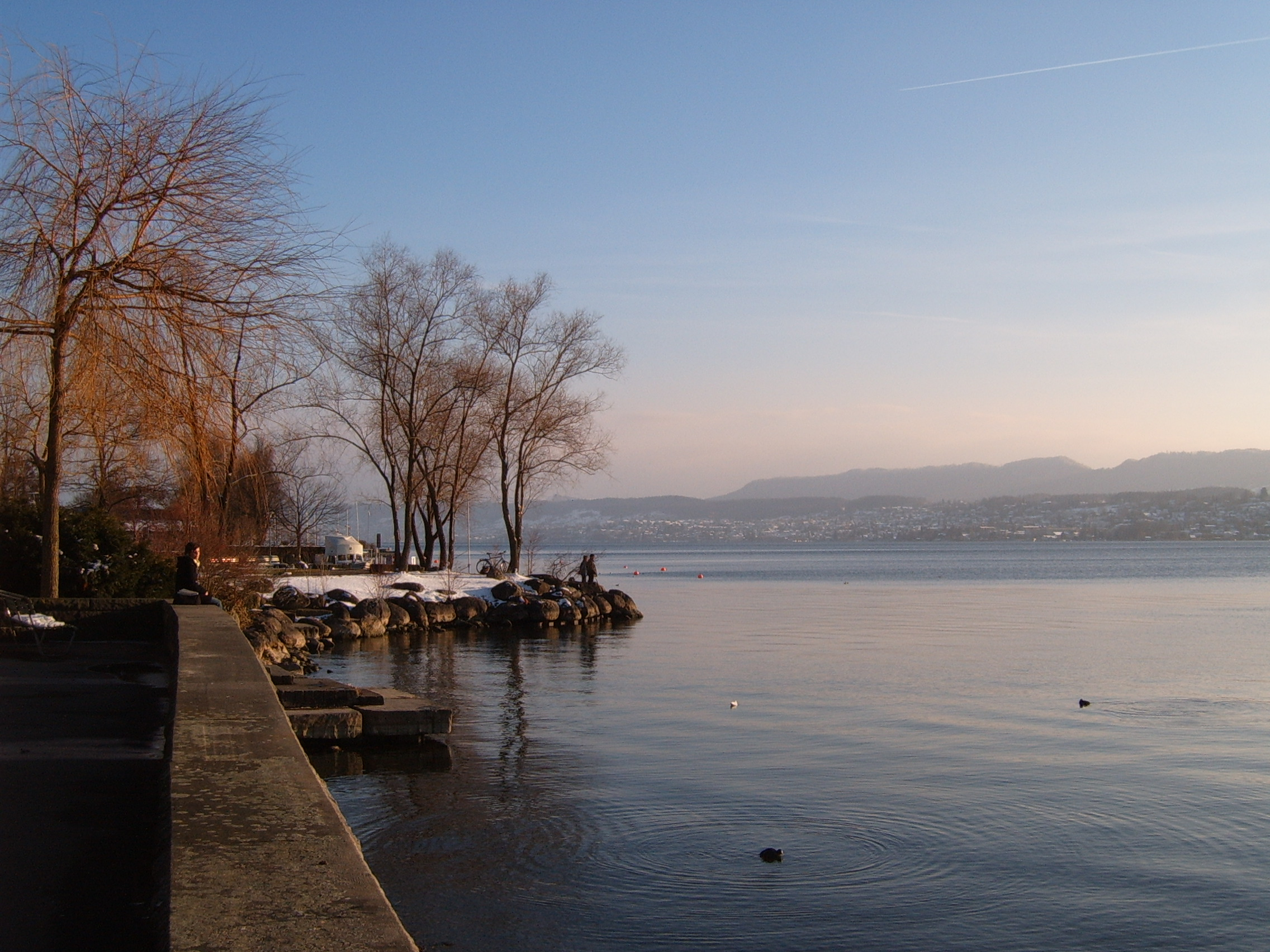
Am Seeufer

## Bevölkerungsentwicklung des Stadtkreises
Quelle: Statistik & Daten: Riesbach

## Kirchen und Glaubensgemeinschaften

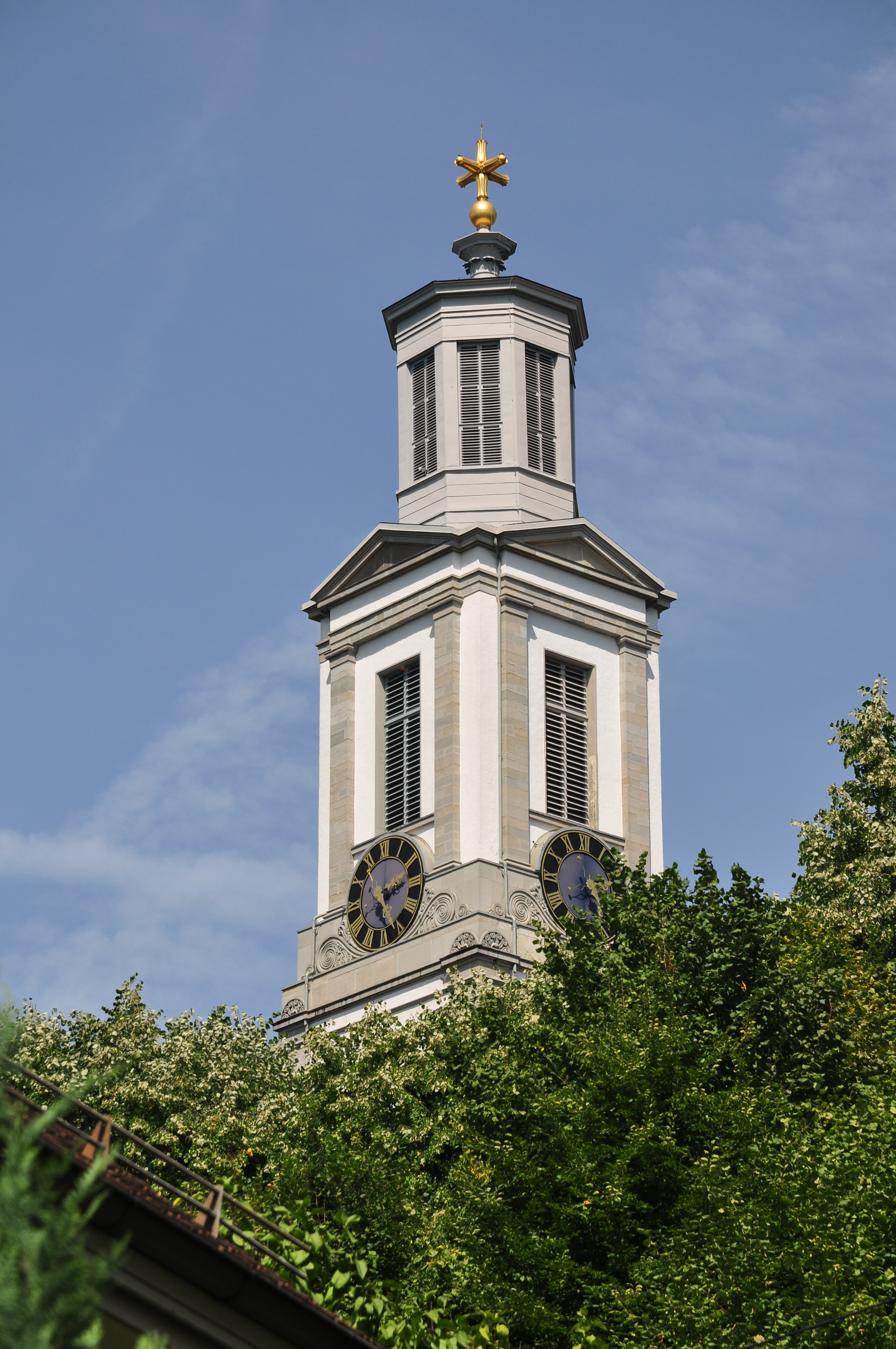
Reformierte Kirche Neumünster, Kirchturm

In Riesbach sind folgende religiöse Gruppierungen und Kirchen vertreten:
Die evangelisch-reformierte Kirche besitzt in Riesbach zwei Kirchen: 
- Die Kirche Neumünster wurde 1836–1839 von Leonhard Zeugheer in klassizistischem Stil errichtet.
- Die Kirche Balgrist wurde 1950–1952 von den Architekten Hans und Kurt Pfister erbaut.
- Die Liegenschaft Zollikerstrasse 74–76 wurde 1911 im Heimatstil nach Plänen von Otto und Werner Pfister als Pfarrhaus und erstes multifunktionales Kirchgemeindehaus Zürichs erbaut. Nach dem Umzug der Verwaltung der damaligen Kirchgemeinde Neumünster ins Seefeld wurden 1973 einzelne Räumlichkeiten und 1989 der gesamte Gebäudekomplex an die serbisch-orthodoxe Kirchgemeinde Dreifaltigkeit vermietet, die darin die serbisch-orthodoxe Kirche Hl. Dreifaltigkeit einrichtete. Die ab 2011 zwischengenutzte Liegenschaft wird derzeit (2025) für den Kirchenkreis 7 + 8 der heutigen Kirchgemeinde Zürich zum administrativen und gemeindlichen Zentrum umgebaut.

Die römisch-katholische Kirche ist in Riesbach mit der Kirchgemeinde Erlöser vertreten:
- Die Kirche Erlöser wurde in den Jahren 1936–1937 vom Architekt Karl Strobel im Stil des Neuen Bauens errichtet.

Neben den Gotteshäusern der beiden Landeskirchen gibt es in Riesbach folgende Kirchen und religiöse Zentren: 
- Die ökumenische Kirche auf dem Gelände der Schweizerischen Epilepsie-Zentrums wurde 1970–1971 von Bruno Giacometti erbaut.

- Die Mahmud-Moschee an der Forchstrasse, die erste Moschee der Schweiz, wurde 1962–1963 von Ernst Göhner und Fritz Badertscher erbaut. Betrieben wird sie von der Ahmadiyya-Gemeinschaft.

- Das Buddhistische Zentrum Zürich an der Hammerstrasse steht in der Tradition der Karma-Kagyü-Linie, einer der vier grossen buddhistischen Schulen in Tibet.

## Infrastruktur
In Riesbach hat sich zwischen den vom Kreuzplatz her auseinanderlaufenden Verkehrslinien der Zolliker- und Forchstrasse eine Reihe von Institutionen angesammelt, die in loser Anordnung den Raum bis zur Stadtgrenze füllen: Neuer Botanischer Garten, Psychiatrische Universitätsklinik Burghölzli, Schulthessklinik, Universitätsklinik Balgrist, Schweizerisches Epilepsiezentrum, Klinik Hirslanden u. a. Neben Schulen und verschiedenen Heimen sind zudem die beiden historischen Friedhöfe bedeutend: Auf dem Friedhof Rehalp aus dem Jahr 1874 sind u. a. Alfred Werner, Hermann Greulich und Heinrich Federer beigesetzt. Auf dem Friedhof Enzenbühl aus dem Jahr 1902 sind bedeutende Persönlichkeiten wie Margrit Rainer und César Keiser bestattet.

## Persönlichkeiten
- Wilhelm Frölich (* 1504 oder 1505; † 4. Dezember 1562 in Paris), Solothurner Grossrat und Offizier in französischen Diensten
- Johann Kaspar Hug (7. Januar 1821 in Bubikon; † 19. Juli 1884), Lehrer, Mathematiker und Politiker
- Eugen Escher (* 1831 in Riesbach; † 1900 in Zürich), Politiker (FDP), Jurist und Journalist, Chefredaktor der Neuen Zürcher Zeitung (NZZ)
- Wilhelm Ehrenberg (* 1834 in Riesbach; † 1892 in Riesbach), Unternehmer
- Albert Schneider (17. Dezember 1836 in Riesbach, † 21. April 1904 in Zürich), Rechtswissenschaftler und Romanist
- Emilie Wedekind-Kammerer (* 1840 in Riesbach; † 1916 in Lenzburg), Schauspielerin und Sängerin
- Ludwig Simon (* 1856 in Riesbach; † 1921 in Wien), Architekt, Wiener Dombaumeister
- Emilie Locher-Werling (* 1870 in Riesbach; † 1963 in São Paulo), Mundartdichterin
- Hans Eduard Fierz (Hans Eduard Fierz-David; * 1882 in Riesbach; † 1953 in Zürich), Chemiker und Hochschullehrer
- Clara Stockmeyer (* 1884 in Ormalingen; † 1967 in Zürich; lebte in Riesbach), Germanistin, Lexikographin, Frauenrechtlerin
- Ferdinand Rieser (* 1886 in Riesbach; † 1947 in Rüschlikon), Weingrosshändler und Theaterdirektor des Zürcher Schauspielhauses